# 篠田太郎
篠田 太郎（しのだ たろう、1964年〈昭和39年〉9月28日 - 2022年〈令和4年〉8月13日）は、日本の現代美術家、東京藝術大学准教授。

## 概要
東京都生まれ、子供のころの夢は庭師。高校では造園について学び、卒業後はさまざま職業を経験する。
その後美術家としてドローイングや彫刻などの多岐にわたる作品を制作し、高い評価を受けた。
2017年に第9回創造する伝統賞を受賞した。同年4月に東京藝術大学の准教授に就任。
2022年8月13日アトリエで作品制作中に事故のため死去